# Contea di Yicheng
La contea di Yicheng (翼城县S, Yìchéng XiànP) è una contea della Cina, situata nella provincia dello Shanxi e amministrata dalla prefettura di Linfen.